# Annette Weber-Krier
Annette Weber-Krier (* 10. August 1937 in Luxemburg als Annette Krier) ist eine ehemalige luxemburgische Turnerin.

## Biografie
Annette Weber-Krier nahm bei den Olympischen Sommerspielen 1956 in Melbourne als erste Turnerin ihres Landes teil. Sie ging an allen Geräten an den Start. Ihr bestes Resultat erzielte sie mit Platz 55 im Wettkampf am Stufenbarren. 
1970 eröffnete sie ein Kosmetikstudio in der Hauptstadt Luxemburg. 